# Andere Welt
Pour plus de détails, voir Fiche technique et Distribution.
Andere Welt est un film franco-allemand de Marc Allégret et Alfred Stöger, sorti en 1937. Ce film est la version en allemand de La Dame de Malacca, réalisé plus tôt la même année par Marc Allégret.

## Synopsis
Pour échapper à sa vie morne d'institutrice, une jeune femme épouse un médecin-major britannique qui l'emmène à Malacca. La mésentente du couple s'accentue et la jeune femme s'éprend d'un prince malais.

## Fiche technique
- Titre original : Andere Welt
- Titre français : La Dame de Malacca
- Réalisation : Marc Allégret, Alfred Stöger
- Scénario : Emil Burri, d'après le roman "La Dame de Malacca" de Francis de Croisset
- Décors : Jacques Krauss, Alexandre Trauner
- Costumes : Jacques Manuel
- Photographie : Jules Kruger
- Musique : Louis Beydts
- Production : Herbert Engelsing
- Société de production : Régina
- Société de distribution :  Tobis-Filmverleih
- Pays d’origine :  France
- Langue originale : allemand
- Format : Noir et blanc — 35 mm — 1,37:1 — Son mono
- Genre : Aventures
- Durée : 93 minutes
- Dates de sortie : 
  - Allemagne : 5 novembre 1937 (Bochum)

## Distribution
- Käthe Gold : Audrey
- Karl Ludwig Diehl (en) : Prince Selim
- Franz Schafheitlin : Herbert Carter
- Herbert Hübner : Lord Brandmore
- Leopoldine Konstantin : Lady Brandmore
- Annemarie Steinsieck : Lady Lyndstone
- Alexander Engel : Docteur Jerrys
- Karl Meixner (de) : Li, le domestique de Carter
- Herbert Spalke : Sirdar
- Margarete Kupfer : Mme Turpin
- Maria Krahn : Mme Tramon
- Melanie Horeschowsky : la sœur de Mme Tramon
- Andrews Engelmann : un étranger
- F.W. Schröder-Schrom : le premier journaliste
- Kurt Meisel : le deuxième journaliste
- Jim Simmons : Capitaine Gerald Smith
- Ilka Thimm : la femme journaliste
- Richard Ludwig : Capitaine
- Erwin van Roy : le commissaire de bord

## Autour du film
Il s'agit de la version allemande de La Dame de Malacca, film réalisé par Marc Allégret. Les distributions des films sont différentes. 